# Саласука
Саласука (болг. Саласука) — село в Болгарии. Находится в Габровской области, входит в общину Дряново. Население составляет 3 человека.

## Политическая ситуация
В местном кметстве Ганчовец, в состав которого входит Саласука, должность кмета (старосты) исполняет Тодор Стефанов Маринов (Зелена България) по результатам выборов правления кметства.
Кмет (мэр) общины Дряново — Иван Илиев Николов (независимый) по результатам выборов в правление общины.